# Libo Airport
Libo Airport (kinesiska: 荔波机场, 黔南机场) är en flygplats i Kina. Den ligger i provinsen Guizhou, i den sydvästra delen av landet, omkring 190 kilometer sydost om provinshuvudstaden Guiyang.
Runt Libo Airport är det ganska tätbefolkat, med 72 invånare per kvadratkilometer. Närmaste större samhälle är Yaolu, 9,4 km öster om Libo Airport. I omgivningarna runt Libo Airport växer huvudsakligen savannskog.
Genomsnittlig årsnederbörd är 1 817 millimeter. Den regnigaste månaden är juni, med i genomsnitt 353 mm nederbörd, och den torraste är februari, med 43 mm nederbörd.